# Aldehyd benzoesowy
Aldehyd benzoesowy, benzaldehyd, C
6H
5CHO – organiczny związek chemiczny, najprostszy aldehyd aromatyczny.

## Otrzymywanie
Przemysłowo otrzymywany jest z toluenu poprzez chlorowanie go do chlorku benzalu (dichlorometylobenzenu, PhCHCl
2), który następnie hydrolizuje się w warunkach zasadowych:
PhCHCl
2 + 2OH−
 → PhCHO + 2Cl−
 + H
2O
lub poddaje się reakcji z kwasami karboksylowymi w obecności soli metali jako katalizatorów:
PhCHCl
2 + RCOOH → PhCHO + RCOCl + HCl
W przemyśle wykorzystywane jest także bezpośrednie częściowe katalityczne utlenianie toluenu:
PhCH
3 + O
2 → PhCHO + H
2O
Proces prowadzony być może w fazie gazowej; jako katalizatory stosowane są wówczas np. tlenki pierwiastków grup 5 i 6 i różne inne mieszane tlenki. Częściej utlenianie prowadzone jest w fazie ciekłej. Utleniaczem jest zazwyczaj tlen z powietrza, a katalizatorami związki kobaltu, niklu, manganu, żelaza, chromu, ołowiu, rutenu lub talu.
Znaczące ilości benzaldehydu jako produktu ubocznego uzyskiwane podczas wielkoskalowej syntezy fenolu i kaprolaktamu.

## Źródła naturalne
Powstaje w wyniku przemian metabolicznych po spożyciu amigdaliny, glikozydu występującego m.in. w gorzkich migdałach.

## Stosowanie
Aldehyd benzoesowy ma charakterystyczny migdałowy zapach, ale w odróżnieniu od nitrobenzenu i cyjanowodoru, które pachną podobnie, nie jest toksyczny. Stosowany jest w przemyśle perfumeryjnym (produkcja olejków zapachowych), w przyprawach i w produkcji barwników, a także ważnych produktów pośrednich – kwasu migdałowego i cynamonowego.